# Red Tee
Red Tee var ett golfmagasin för kvinnor. Tidskriften utkom med 4-6 nummer per år och hade 42 000 läsare enligt Orvestos mätning 2008:4. Red Tee grundades 2004 av Bonnie Roupé och Sylvia Rönn. Namnet Red Tee kommer från golftermen Röd tee som tidigare kallades för Damtee. Tidningen var en prenumerationstidning men såldes även som lösnummer i butiker. Red Tee såldes till Golfförbundet 2006.